# سوء التغذية لدى الأطفال

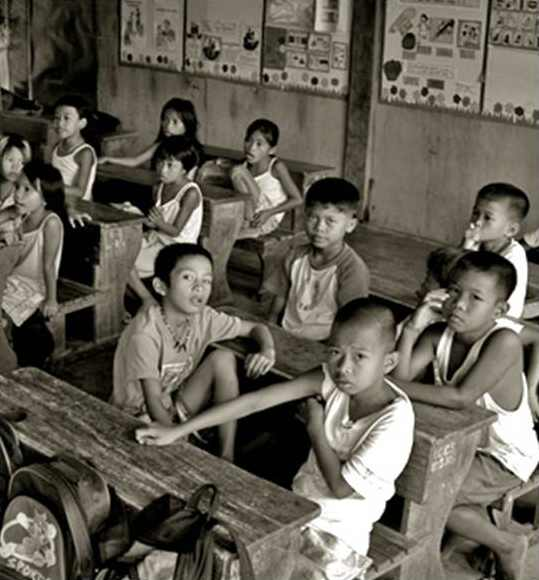
سوء التغذية بسبب عدوى الديدان الطفيلية المنقولة عن طريق التربة في الأطفال في سن المدرسة في جزيرة جيماراس الفلبين

سوء التغذية لدى الأطفال (بالإنجليزية: Malnutrition in children)‏ هنا يفهم على أنه نقص التغذية في مرحلة الطفولة. هو حالة شائعة على مستوى العالم، وتؤدي إلى نتائج سلبية على الصحة لا رجعة فيها سواء على المدى القصير والطويل بما في ذلك توقف النمو والتي يمكن أيضا أن تكون مرتبطة بنقص التطور المعرفي،النحافة وأيضا الهزال.منظمة الصحة العالمية تقدر أن سوء التغذية تمثل حوالى 54 في المئة من وفيات الأطفال في العالم، حوالى مليون طفل. تقرير آخر أيضا من منظمة الصحة العالمية يشير إلى أن نقص الوزن في مرحلة الطفولة هو السبب في حوالي 35% من جميع وفيات الأطفال دون سن الخمس سنوات في جميع أنحاء العالم.
الأسباب الرئيسية هي المياه الملوثة، وعدم كفاية  تطهير المياه أو قلة النظافة الشخصية أو كثير من العوامل المرتبطة بالمجتمع والفقر والأمراض وأسباب من الأم وأيضا العوامل والقضايا المرتبطة بنوع الجنس، وفوق ذلك كله، هو الفقر.

## العلامات والأعراض

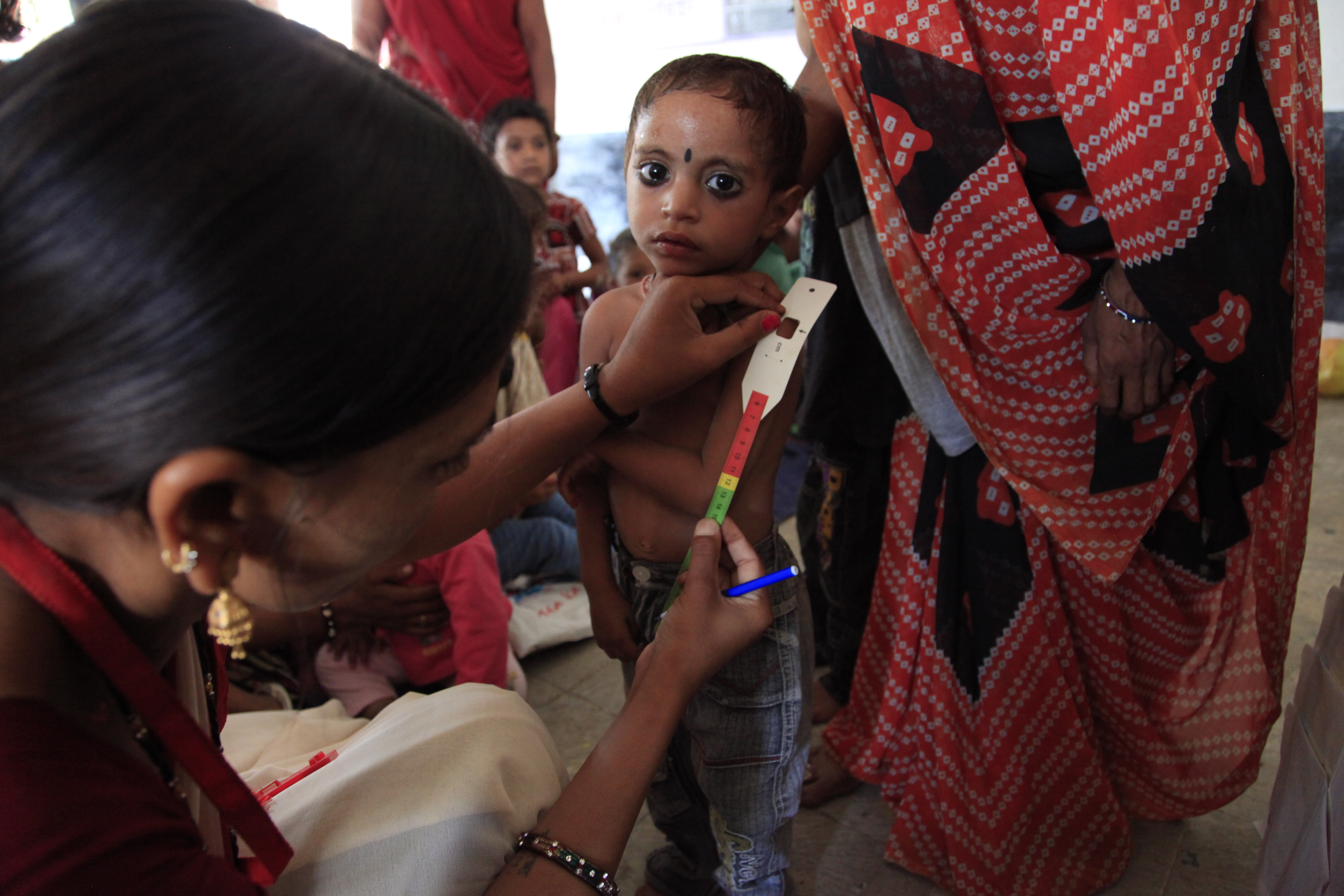
فى هذه الصورة يظهر قياس محيط منتصف الذراع للكشف عن سوء التغذية في قرية (باجاد) في حى (ماديا براديش دهار) (الهند)

### القياسات
هناك ثلاثة مقاييس تستخدم  للكشف عن سوء التغذية لدى الأطفال:
- التقزم (انخفاض كبير في الطول بالنسبة للعمر).
- نقص الوزن (انخفاض كبير في الوزن بالنسبة للعمر).
- الضمور (انخفاض كبير في الوزن بالنسبة للطول).[4]

هذه المقاييس من سوء التغذية مترابطة، ولكن دراسات البنك الدولي أظهرت أن 9 في المئة فقط من الأطفال ظهرت عليهم علامات التقزم، نقص الوزن والهزال.
الأطفال الذين يعانون من سوء التغذية الحاد الشديد هم نحفاء جدا، ولكن غالبا ما يعانون أيضا من تورم اليدين والقدمين، مما يجعل المشاكل الداخلية أكثر وضوحا بالنسبة إلى العاملين في المجال الطبى
الأطفال المصابين بسوء التغذية الشديد معرضون أيضا للعدوى

### الآثار في مراحل لاحقة من الحياة
نقص التغذية عند الأطفال من الأسباب المباشرة للأضرار البنيوية في الدماغ ولذلك فهو يعيق النمو الحركي والسلوك الاستكشافي. الأطفال الذين يعانون من نقص التغذية قبل سن سنتين واكتسبوا الوزن بسرعة في وقت لاحق في مرحلة الطفولة هم في مرحلة المراهقة يعانون من ارتفاع خطر الإصابة بالامراض المزمنة التي لها علاقة بالتغذية.
وقد وجدت الدراسات علاقة قوية بين سوءالتغذية ووفيات الأطفال. بمجرد أن يعالج سوء التغذية المعالجة الكافية يعتبرالنمو مؤشرا على الصحة والانتعاش.
حتى الدرجات الخفيفة من سوء التغذية تضاعف مخاطر الوفاة من الأمراض التنفسية والإسهال والملاريا،
سوء التغذية في الفتيات يجعلهن يميلن إلى النمو كبالغين قصار وهن أكثر عرضة لانجاب أطفال صغار.
سوء التغذية في الجنين وفي مراحل مبكرة من الحياة  من الممكن أن يؤثر على عملية الأيض وبعض الوظائف الفسيولوجية ولديه  تأثيرعلى مدى الحياة في زيادة خطر الإصابة بأمراض القلب والأوعية الدموية الأطفال غالبا ما يواجهون سوء التغذية خلال عمر النمو السريع، والتي يمكن أن يكون لها آثار طويلة الأمد على الصحة.

## الأسباب
عدم كفاية الغذاء المتناول والعدوى والحرمان النفسى بالإضافة إلى عوامل في البيئة مثل  (قلة تطهير المياه وقلة النظافة الشخصية)، عدم المساواة الاجتماعية وربما الوراثة تسهم في سوء التغذية لدى الأطفال.

### عدم كفاية الكمية الغذائية
يمكن لعدم كفاية الكمية الغذائية مثل نقص البروتينات أن تؤدي إلى كواشيوركور والسغل وأشكال أخرى من سوء التغذية الناتج عن عوز البروتين والطاقة. 

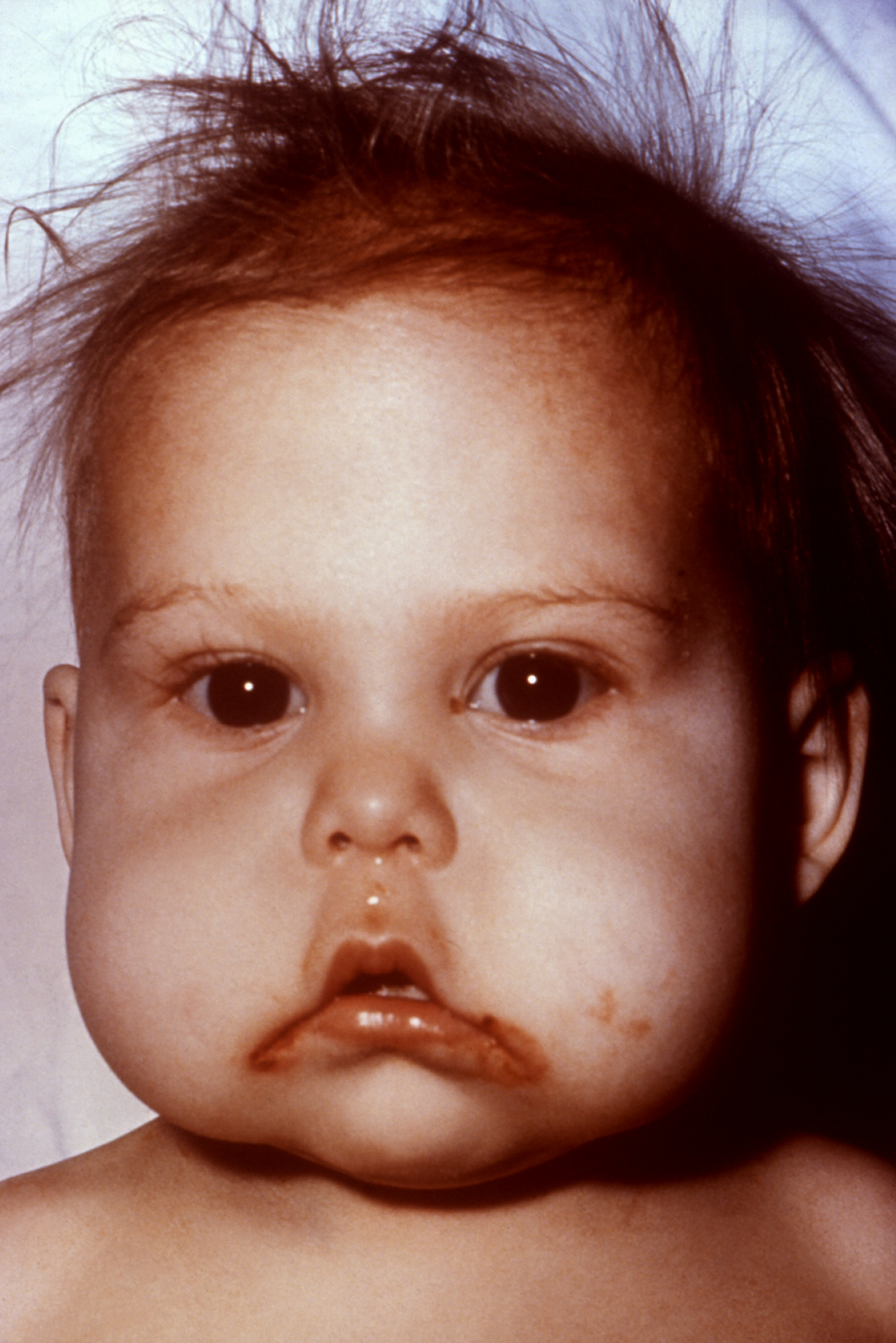
طفل يعاني من كواشيوركور الناجم عن عدم كفاية كمية البروتين الغذائي، وتظهر عليه علامات ترقق الشعر أو "علامة العلم" أي عسر تلون الشعر في الكواشيوركور، ووذمة أي تجمع سائل أصفر في البطن، ونقص في النمو، وفقدان الوزن.

### الصرف الصحي
منظمة الصحة العالمية قدرت في عام 2008 على الصعيد العالمي، أن نصف جميع حالات سوء التغذية لدى الأطفال دون سن الخامسة ناجمة عن المياه غير الملوثة، وعدم كفاية المرافق الصحية أو عدم كفاية النظافة الصحية. هذا الرابط هو في كثير من الأحيان بسبب تكرار الإسهال بالديدان المعوية نتيجة عدم كفاية المرافق الصحية. ومع ذلك، فإن نسبة مساهمة  الإسهال في سوء التغذية والذي يؤدى بدوره إلى التقزم لا تزال مثيرة للجدل.

### عدم المساواة الاجتماعية
في جميع البلدان تقريبا، خمس عدد الأطفال الفقراء يمتلك  أعلى معدل لسوء التغذية. ومع ذلك، فإن التفاوت في معدلات سوء التغذية بين الأطفال الفقراء والأطفال من أسر غنية تختلف من بلد إلى آخر، وجدت الدراسات ثغرات كبيرة في بيرو وفجوات صغيرة جدا في مصر. في عام 2000 أن معدلات سوء التغذية لدى الأطفال كانت أعلى بكثير في البلدان ذات الدخل المنخفض (36 في المئة) بالمقارنة مع البلدان المتوسطة الدخل (12%) والولايات المتحدة (1 في المئة).
دراسات في بنغلاديش في عام 2009 وجدت أن أمية الأم، وانخفاض دخل الأسرة، وأكبر عدد من الأشقاء وقلة الوصول إلى وسائل الإعلام، ومكملات غذائية قليلة ومياه غير صحية وقلة الصرف الصحي؛ كل هذه العوامل ترتبط ارتباطا وثيقا بسوء التغذية الشديد والمزمن لدى الأطفال.

### الأمراض
الإسهال وغيرها من الأمراض يمكن أن يسبب سوء التغذية من خلال انخفاض امتصاص المغذيات، انخفاض  كمية المواد الغذائية التي يتناولها الطفل، وزيادة متطلبات التمثيل الغذائي إضافة إلى فقدان المغذيات المباشرة. يمكن أن تؤدي عدوى الالتهابات الطفيلية، خاصة الديدان المعوية (الديدان الطفيلية) إلى سوء التغذية أيضًا. من أهم أسباب الإسهال بالديدان المعوية في الأطفال في البلدان النامية هو نقص المرافق الصحية والنظافة. قد تؤدي الأمراض الأخرى التي تسبب الالتهابات المعوية المزمنة إلى سوء التغذية مثل بعض حالات الداء البطني غير المعالج وداء الأمعاء الالتهابي. الأطفال الذين يعانون من الأمراض المزمنة مثل فيروس نقص المناعة البشرية لديهم مخاطر أعلى من سوء التغذية، لأن أجسامهم لا تستطيع امتصاص العناصر الغذائية. الأمراض مثل الحصبة هي سبب رئيسي من أسباب سوء التغذية لدى الأطفال؛ وهكذا التطعيمات تلعب دورا في تخفيف العبء.

### عوامل مرتبطة بالأم
تغذية الأطفال حتى سن خمس سنوات وكذلك ماقبلها يعتمد بشدة على مستوى تغذية الأمهات أثناء الحمل والرضاعة الطبيعية.
الرضع المولودين من أمهات صغيرات في السن واللاتى لم يتم تنشئتها بشكل كامل أظهرن انخفاضا في وزن المواليد. مستوى تغذية الأم خلال فترة الحمل يمكن أن تؤثر على حجم جسم وتكوين الأطفال حديثي الولادة. نقص اليود في الأمهات عادة ما يسبب تلف في الدماغ في ذريتهم وفي بعض الحالات يسبب تأخر شديد في نمو الجسم وكذلك العقل. وهذا يؤثر على قدرة الأطفال على تحقيق كامل إمكاناتهم. في عام 2011 ذكرت منظمة الأمم المتحدة للطفولة أن ثلاثين في المئة من الأسر في العالم النامي لم تستهلك الملح المعالج باليود والذي يمثل 41 مليون من الرضع والأطفال حديثي الولادة ومنهم من لا يزال من الممكن الوقاية من نقص اليود. حجم الجسم في الأمهات يرتبط بقوة مع حجم الأطفال حديثي الولادة.
الأم قصيرة القامة وسوء تغذية الأمهات تزيد من خطر تأخر النمو داخل الرحم. بيد أن العوامل البيئية يمكن أن تضعف من تأثير تأخر النمو داخل الرحم على الأداء المعرفي.

### الجنس
دراسة في بنغلاديش في عام 2008 ذكرت أن معدلات سوء التغذية لدى الأطفال الإناث كانت أعلى من الأطفال الذكور. وتشير دراسات أخرى إلى، أنه على المستوى الوطني الاختلافات بين معدلات انتشار نقص التغذية بين الفتيان والفتيات عادة ما تكون صغيرة. الفتيات في كثير من الأحيان يكون وضعهن الغذائي أقل في الجنوب وجنوب شرق آسيا مقارنة مع الفتيان. في المناطق النامية الأخرى، حالة التغذية للفتيات تكون أعلى قليلا.

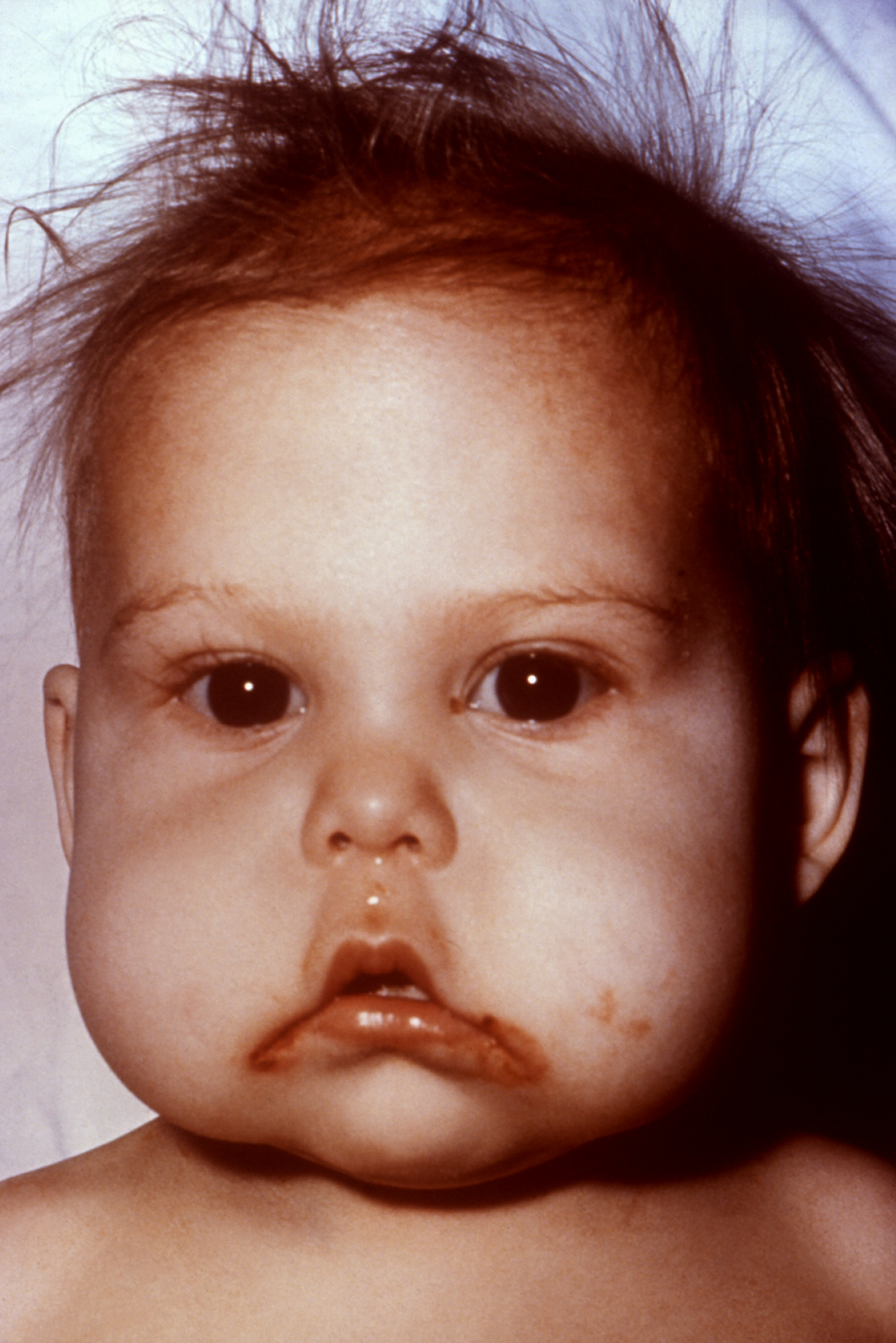
طفل يعاني من كواشيوركور الناجم عن عدم كفاية كمية البروتين الغذائي، وتظهر عليه علامات ترقق الشعر أو "علامة العلم" أي عسر تلون الشعر في الكواشيوركور، ووذمة أي تجمع سائل أصفر في البطن، ونقص في النمو، وفقدان الوزن.

## التشخيص
قياسات نمو الطفل توفر المعلومات الأساسية عن وجود سوء التغذية، ولكن قياس الوزن والطول وحده يمكن أن يؤدي إلى عدم التعرف على حالة كواشيوركور والتقليل من شدة سوء التغذية لدى الأطفال.

## الوقاية
اتخذت التدابير اللازمة من أجل الحد من سوء التغذية لدى الأطفال. دراسات البنك الدولي وجدت أنه، من عام 1970 إلى عام 2000، عدد الأطفال المصابين بسوء التغذية قد تراجع بنسبة 20 في المئة في البلدان النامية. تجارب اليود الملحق في النساء الحوامل قد حد من وفيات الأبناء خلال مرحلة الرضاعة والطفولة المبكرة بنسبة 29 في المئة. ومع ذلك، إضافة اليود إلى الملح قد حلت إلى حد كبير محل هذا التدخل.
فبرنامج بروغريسا في المكسيك جنبا إلى جنب مع التحويلات النقدية المشروطة  والتثقيف في مجال التغذية والمكملات الغذائية المدعمة بالمغذيات الدقيقة؛ وهذا أدى إلى الحد من انتشار التقزم لدى الأطفال 12-36 شهرا من العمر بنسبة 10%. الحليب المدعم بالزنك والحديد يساهم في تخفيض الإصابة بالإسهال بنسبة 18 في المئة في الدراسة التي أجريت في الهند. في نيجيريا، تم استخدام الأغذية العلاجية المستوردة الجاهزة لمكافحة سوء التغذية في الشمال، ومع ذلك، فقد أظهر بحث أن صويا الكون، مزيج من مصادر محلية ومحضرة يتكون من الفول السوداني والدخن وفول الصويا يحتوي على مكونات الغذاء الجاهز للاستخدام، وقد استخدم هذا على نطاق واسع للحد من سوء التغذية في الشمال.

## العلاج
العلاج مع المضادات الحيوية مثل أموكسيسيلين أو سيفدينير يؤدى إلى تحسين الاستجابة ومعدل البقاء على قيد الحياة للأطفال المصابين بسوء التغذية الحاد إلى خطة العلاج الخارجى التي تقدم الأغذية العلاجية. هذا يؤكد التوصية: «بالإضافة إلى توفير الغذاء العلاجي الجاهز، يحتاج الأطفال لتلقي دورة قصيرة أساسية من تناول الدواء عن طريق الفم لعلاج العدوى.» الواردة في «الإدارة المجتمعية لسوء التغذية الحاد، في بيان مشترك صادر عن منظمة الصحة العالمية وبرنامج الأغذية العالمي ومنظومة الأمم المتحدة الدائمة المعنية بالتغذية ومنظمة الأمم المتحدة للطفولة.»

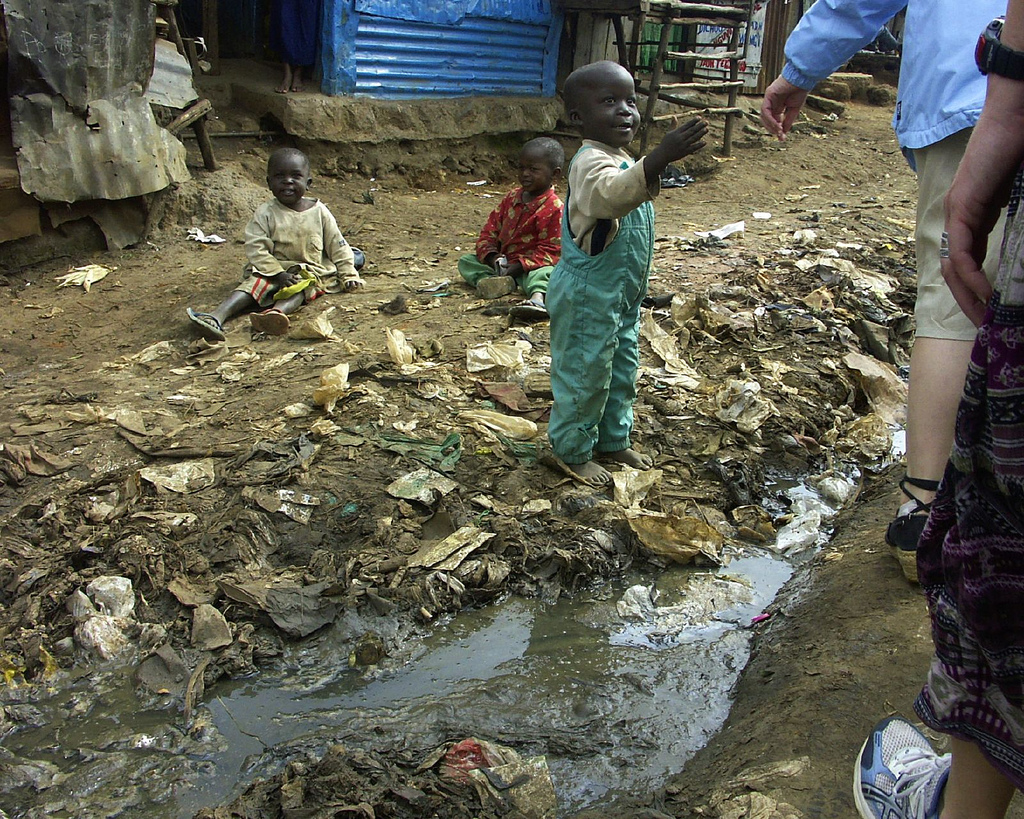
يمكن لسوء الظروف الصحية الفقيرة في البيئة أن تساهم في سوء التغذية والأمراض عند الأطفال (كيبيرا، كينيا).

### الرضاعة الطبيعية
الرضاعة الطبيعية يمكن أن تقلل من معدلات سوء التغذية والجفاف الناجم عن الإسهال، ولكن الأمهات في بعض الأحيان بشكل خاطئ ينصحن ألا يرضعن أطفالهن. الرضاعة الطبيعية قد تبين أنها تحد من وفيات الرضع والأطفال الصغار. بسبب أن حوالي 38 في المائة فقط من الأطفال في جميع أنحاء العالم دون سن 6 أشهر الذين يرضعون رضاعة طبيعية، برامج التعليم يمكن أن يكون  لها تأثيرات كبيرة على خفض معدلات سوء التغذية لدى الأطفال. ومع ذلك، فإن الرضاعة الطبيعية لايمكن أن تمنع تماما أمراض النقص الحاد في البروتين الكامل مثل كواشيوركور وسغل ما لم تستهلك كميات كافية من المواد الغذائية.

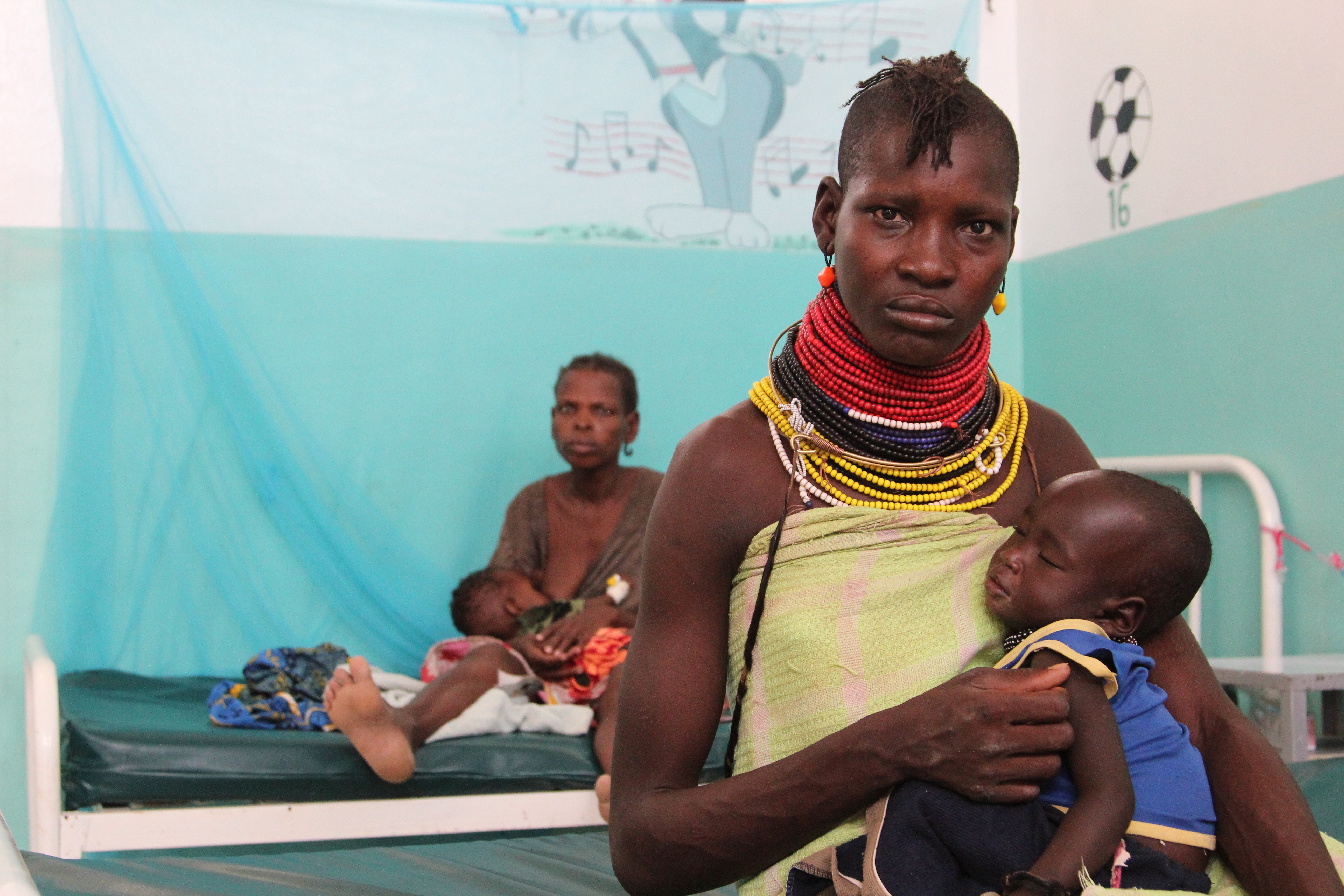
الحصول على دعم للأطفال المصابين بسوء التغذية في كينيا

## علم الأوبئة
وتقدر منظمة الصحة العالمية أن سوء التغذية تمثل 54 في المئة من وفيات الأطفال في جميع أنحاء العالم، حوالي مليون طفل تقدير آخر أيضا من منظمة الصحة العالمية يبين أن نقص الوزن في مرحلة الطفولة هي السبب في حوالي 35% من جميع وفيات الأطفال دون سن الخمس سنوات في جميع أنحاء العالم
وفقا  لمراجعة في عام 2008 ما يقدر بنحو 178 مليون طفل تحت سن 5 سنوات يعانون من التقزم، ومعظمهم يعيشون في أفريقيا جنوب الصحراء الكبرى. في عام 2008 استعراض سوء التغذية وجدت أن حوالي 55 مليون طفل يعانون من الضمور، بما في ذلك 19 مليون الذين عانوا من شدة الهزال أو من سوء التغذية الحاد. كما الأطفال ناقصي الوزن هم أكثر عرضة تقريبا لجميع الأمراض المعدية، عبء المرض غير المباشر الناتج عن  سوء التغذية ويقدر  بأعلى من عبء المرض الناتج مباشرة من آثار سوء التغذية. مزيج من الوفيات المباشرة وغير المباشرة الناجمة عن سوء التغذية الناجمة عن المياه الملوثة والصرف الصحي والنظافة الشخصية هذه الممارسات يقدر أن تؤدي إلى 860,000 حالة وفاة سنويا في الأطفال تحت سن خمس سنوات.

## مخاطر نقص التغذية لأطفال المدارس
- زيادة نسبة التلاميذ الذين يعانون من زيادة الوزن والتي تؤدي فيما بعد إلى الإصابة بالسمنة.
- النواحي الاجتماعية الفقيرة وقلة دخل الأسرة تؤدي إلى حصول الطفل على وجبات أقل جوده.
- تعرض الأسنان لبعض المشاكل الناتجه عن الحمض الناتج من الكربوهيدرات في الفم.
- استهلاك كميات أقل من الاحتياجات الغذائيه لهم من الحبوب والفواكه والخضراوات.[26]